# روبرت ستيرلينغ أرنولد
روبرت ستيرلينغ أرنولد (بالإنجليزية: Robert Sterling Arnold)‏ هو ملحن ومغن مؤلف ومغني أمريكي، ولد في 26 يناير 1905، وتوفي في 8 فبراير 2003.